# Partido Socialista Revolucionario (Paraguay)
El Partido Socialista Revolucionario (PSR) fue un partido político activo en Paraguay a principios del siglo XX, de orientación marxista.  Fundado el 3 de diciembre de 1914 bajo el nombre de Partido Obrero, es considerado como el primer partido paraguayo que adoptó las ideas de Karl Marx. Se caracterizó por su postura crítica hacia las estructuras políticas y económicas dominantes de la época, buscando una transformación social a través de la implementación de principios socialistas.
Rufino Recalde Milesi, secretario general del Partido Socialista Revolucionario, fue el primer diputado socialista del Paraguay. Sin embargo, no pudo asumir su cargo debido a la negativa del gobierno de la época en 1923, a pesar de haber sido electo democráticamente.

## Historia
El Centro de Estudios Rafael Barret, fundado en 1912, y la Unión Gremial del Paraguay, fundada en 1913 por Recalde Milesi pueden ser considerados como los antecesores del Partido Socialista Revolucionario. Esas dos organizaciones, en 1914, publicaron La Voz del Pueblo, defendiendo las causas obreras. Para fines de 1914, militantes e intelectuales de esas dos organizaciones fundaron lo que sería el primer partido socialista y obrero del Paraguay.

### Fundación del PO
El partido fue fundado el 3 de diciembre de 1914 bajo el liderazgo de Rufino Recalde Milesi, inicialmente con el nombre de Partido Obrero (PO), el cual sería modificado a Partido Socialista Revolucionario (PSR) en 1918. Entre sus fundadores se destacan Rufino Recalde Milesi, Leopoldo Ramos Giménez, probablemente Libre Jara, y militantes de la Federación Obrera Regional Paraguaya (FORP), junto con varios intelectuales.

### Luchas obreras y estudiantiles
En 1916, el PSR (en esa época todavía denominado Partido Obrero) junto al Centro de Estudiantes de Derecho y gran parte de la clase obrera, se opuso enérgicamente a la ley que privatizaría al puerto de Asunción. Inclusive, el gobierno del entonces liberal Eduardo Schaerer tuvo que reprimir un mitin del partido que tenía lugar en la Plaza de la Independencia de la capital paraguaya. Finalmente, fue tanta la presión de estos grupos y de la clase obrera, que el sucesor de Schaerer, Manuel Franco vetó la polémica ley.
Ese mismo año, junto a la Sociedad de Oficiales Albañiles y la de Cocineros Unidos, los dirigentes del partido fundaron la Federación Obrera del Paraguay (FOP), para poder tener una central sindical de abierta ideología socialista.
En el año 1917, Leopoldo Ramos Giménez, miembro del PSR y reconocido sindicalista llevó a cabo, con el apoyo del partido, una huelga, que culminó en la formación de la Federación de Ferroviarios Unidos.

### Fundación de la Casa del Pueblo y secciones en el interior
En 1917, los socialistas fundan en Asunción una Casa de Pueblo, que buscaba reunir además a los sindicatos obreros en su seno, aunque los anarcosindicalistas de la CORP rechazaron la invitación.
Para 1919, el PSR contaba,  además de sus secciones en la capital, secciones en Villarrica, San Pedro del Ycuamandiyú, y algunos grupos simpatizantes en Encarnación, Concepción y Pilar.

### Relaciones internacionales
Del 26 al 30 de abril de 1919 tuvo lugar, en Buenos Aires, la Primera Conferencia Socialista y Obrera Panamericana, con la participación de la delegación del PSR y de la FOP, además de delegaciones de Chile, Perú, Bolivia, Ecuador, Argentina, y Uruguay

### Elecciones de 1921
Los socialistas se presentaron a las elecciones legislativas de febrero de 1921, marcadas por fraudes e irregularidades. El PSR compitió contra el Partido Liberal, el Partido Colorado, el Partido Conservador, y algunos independientes. El partido no obtuvo representación parlamentaria, pero siguió luchando.

### Elecciones de 1923: primer diputado socialista del Paraguay
En las elecciones parlamentarias del año 1923, el PSR presentó a su secretario general Rufino Recalde Milesi como candidato a diputado. Recalde Milesi fue elegido, teniendo en cuenta que el Partido Colorado se había retirado de las elecciones, y la primera minoría obtenía siempre cupos parlamentarios. Recalde Milessi iba a constituirse como el primer diputado socialista de la República del Paraguay, pero el Partido Liberal, en el poder, impidió que esto suceda, ya que consideraban como "peligrosa" la presencia de un marxista en el Parlamento.
El 1 de junio de 1923, el PSR, junto a otras organizaciones gremiales, entre las cuales se encontraban la FOP y la Liga de Obreros Marítimos, dieron a conocer el "Manifiesto Obrero contra la criminal sedición militar burguesa", en la cual criticaban al gobierno por su falta de programa en pro de los derechos de los obreros y los trabajadores.

### Elecciones de 1925
El 1 de marzo de 1925, se dieron elecciones para la renovación parcial de las cámaras del Congreso. El Partido Colorado decidió no presentarse nuevamente, por lo que los escaños parlamentarios debían recaer nuevamente para los socialistas. Sin embargo, como en 1923, a pesar de haber obtenido sus bancas legalmente, los diputados socialistas no pudieron asumir sus cargos. De hecho, el presidente Eligio Ayala, unas semanas después, sostuvo que "no hubo participación opositora" en las pasadas elecciones del 1 de marzo, ignorando por completo la participación del Partido Socialista.

### Disolución del PSR
En 1928, el PSR se disolvió por la presión del gobierno, y "por culpa de los enemigos del proletariado", como lo dijo Rufino Recalde Milesi.
A pesar de que el PSR desapareció, el socialismo siguió vigente, e inclusive varios militantes del extinto PSR integraron las filas del Partido Comunista Paraguayo. Otros se adhirieron al movimiento socialista del Partido Revolucionario Febrerista.

## Prensa del partido
El PSR contó con un Semanario llamado: El Socialista, dirigido y redactado por Libre Jara, así también como por Cayetano Raymundi. Su aparición data de 1916.

## Efímero renacimiento
En septiembre de 1970, un grupo de disidentes del PRF, el PLRA y el PDC deciden formar un nuevo "Partido Socialista". Sin embargo, no se registran mayores datos sobre la continuidad de este partido.

## Primer Comité Central del PSR
En 1914, el PO, que luego se denominaría PSR, conformó su primer Comité Central, compuesto de la siguiente manera:
- Presidencia: Rufino Recalde Milesi
- Miembros del Comité: Agustín Ortiz, Martín Sánchez, Dr. Rolón, Zenón Acosta y Estanislao Florentin